# 앨러스터 맥도널
앨러스터 맥도널(영어: Alasdair McDonnell, 1949년 9월 1일 ~ )은 아일랜드의 정치인이다. 2011년부터 사회민주노동당 당수를, 2005년부터는 벨파스트노스 지역구의 국회의원으로 재직해 있다. 또 1998년부터 2015년까지는 벨파스트사우스 지역구의 북아일랜드 의회 의원으로 있었다.

## 정치 경력
맥도널은 국민민주당에 입당한 뒤 1970년 총선에서 노스앤트림 지역구에 출마하여 이언 페이즐리에게 패배하면서 정치에 첫발을 내디뎠다.
그 후 맥도널은 1977년 지선에서 벨파스트 시의회 의원으로 처음 당선되었고, 쇼트스트랜드와 오어모 북부 지역을 포함한 벨파스트 'A구'를 대표하데 되었다. 이후 1981년에는 뜻밖의 선거 결과로 의석에서 물러나게 되었으나, 1985년에 다시 당선되어 복귀했고 1995년부터 1996년까지는 첫 가톨릭계 벨파스트 부시장을 역임하기도 했다.
벨파스트사우스 의회 지역구에는 1979년 총선에서 처음으로 출마했고, 그 이후로 매 총선마다 지역구에 출마하여 지금도 현임으로 재직하고 있다. 다만 1986년 영국-아일랜드 협약에 항의하여 사임한 연합주의 성향 의원들로 인해 치러진 재보궐선거에는 출마하지 않았다.
또한 맥도널은 벨파스트사우스 지역구에서 1996년 북아일랜드 평화포럼 의원, 1998년과 2003년에는 북아일랜드 의회 의원으로 각각 당선됐다.
2004년에는 사회민주노동당 부대표가 되었다. 이어 2005년 총선에서는 사우스벨파스트 선거구에서 승리하면서 북아일랜드 내에서 돌풍적인 결과를 이끌었는데, 연합주의자들의 표심이 둘로 나뉜것이 주된 이유였다. 맥도널이 10,339표를 얻고, 민주연합당의 지미 스프래트 후보는 9,104표, 얼스터 연합당의 마이클 맥김시 후보는 7,263표를 받았다. 5년 뒤 2010년 총선에서 맥도널은 전보다 더 큰 과반을 득표하며 재선에 성공했다.
2011년 11월 5일, 맥도널은 벨파스트에서 열린 사민노당 전당 대회에서 상대 마거렛 리치 후보를 누르고 당 대표로 당선되었다.
2012년 《뉴스 레터》와의 인터뷰에서는 신 페인을 비판하기도 했다. 맥도널은 군대식 체제에 전직 테러리스트들이 실권직에 올라 있는, "소련식" 노선을 신 페인이 따라 가고 있다고 말했다. 또 많은 국민들이 신 페인에 표를 던지고 있는데 일종의 도전 행위로 하는 것이라고 주장했다.
앨러스터 맥도널 사민노당 대표는 제 6차 웨스트민스터 선거구 정례검토 기간을 두고서는, 겉으로 보기엔 하원 의원수를 50명 (북아일랜드 지역구 두개 포함) 줄여 600명으로 정한다는 이 구획안이 "순수하게 당의 정치적 이득만을 위해서 토리당에서 시작한 요식적인 숫자 놀이"라고 빗대어 말했다.
2013년 6월 사회민주노동당은 스토먼트 지구 대상 공무조직 (특별고문) 법안 표결에 불참하면서 통과를 보장했다. 이에 따라 신 페인에서는 사민노당이 '피해자 지위' 문제에 찬성하고 성 금요일 협약의 원칙을 내버렸다고 주장했다.
신 페인은 "공화주의자들이 차별법이라고 바라보는" 이번 법에 법적 제기가 시작되는 것이 불가피하게 됐다고 주장했다. 그러나 보도와는 달리 그러한 제기는 일어나지 않았다.
2015년 영국 총선에서도 맥도널 의원은 벨파스트사우스 선거구에 출마해 득표율 24.5%를 차지하며 당선됐다. 이는 영국 전체에서 당선에 성공한 의원 득표율 중 가장 낮은 것이었다.
2015년 11월 14일, 맥도널 의원은 사민노당 연례 당 집회에서 열린 대표 경선에서 대표직을 잃었다. 맥도널의 뒤를 잇게 된 차기 사민노당 대표는 172표를 받은 콜럼 이스트우드로, 133표의 맥도널을 누르고 대표에 올랐다.